# بومرنگ (فیلم ۱۹۹۲)
بومرنگ (انگلیسی: Boomerang) فیلمی به کارگردانی رجینالد هادلین، نویسندگی بری دابلیو. بلاوستین، دیوید شفیلد و تهیه‌کنندگی برایان گریزر و وارینگتون هادلین محصول سال ۱۹۹۲ میلادی است.